# Manaihant
Manaihant is een plaats in de deelgemeente Battice van de Belgische gemeente Herve en ligt deels op het grondgebied van de gemeente Verviers.

## Etymologie
Manaihant werd voor het eerst vermeld in 1568 als Manehan, wat moerassige plaats zou betekenen. Het huidige centrum ligt ongeveer 500 meter ten zuidoosten van het oorspronkelijke Manehan, op een hogere plaats, waar een buurtschap van de naam Chéne à l'Huis was gelegen. Dit centrum ligt in de deelgemeente Petit-Rechain van de gemeente Verviers.

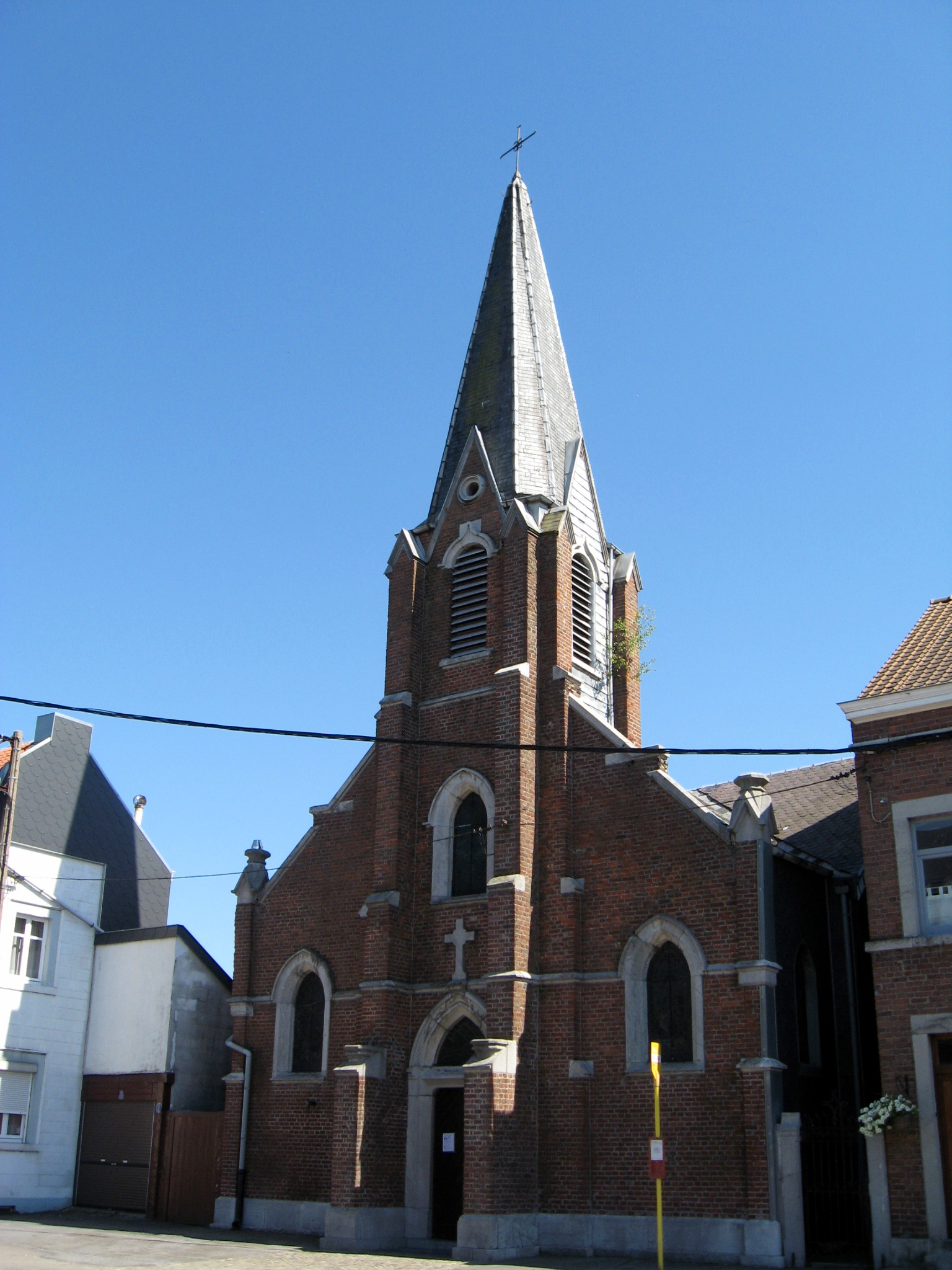
Sint-Jozefkerk in Manaihant.

## Natuur en landschap
De plaats ligt op het Plateau van Herve op een hoogte van ongeveer 290 meter. De omgeving is grotendeels landelijk, maar ten oosten van de kom ligt een groot bedrijventerrein (Parc d'Activités Économiques de Chaineux), aansluitend op het stedelijk gebied van Verviers. De plaats ligt in een laagte, waar talrijke bronnen zijn te vinden.

## Bezienswaardigheden
- Sint-Jozefkerk (in de gemeente Verviers)
- Een Lourdesgrot aan de weg naar Bruyères

## Nabijgelegen kernen
Bruyères, Herve, Chaineux, Petit-Rechain
Deelgemeente: Battice · Bolland · Charneux · Chaineux · Grand-Rechain · Herve · Julémont · Xhendelesse

Overige kernen: Asse · Bellefontaine · Bruyères · Gurné · Holliguette · Hubertfays · José · Les Fawes · Manaihant · Noblehaye  · Renouprez · Sauvenière · Xhéneumont

Belgische gemeenten · arrondissement Verviers · provincie Luik · Wallonië